# Daniel Pipes
Daniel Pipes (* 9. září 1949, Boston) je americký historik, spisovatel a politický komentátor židovského původu. Na Harvardu vystudoval historii se specializací na středověký islám. Napsal řadu prací o tématu islamismu ve světě (zejm. In the Path of God: Islam and Political Power z roku 2002) i v USA (zejm. Militant Islam Reaches America, též z roku 2002). Věnoval se též tématu konspiračních teorií. Je konzervativní orientace a má blízko k americké republikánské straně, zejména k Rudy Giulianimu. Angažuje se v tématu blízkovýchodního konfliktu, v němž podporuje Izrael.

## Zajímavosti
Pipesovi předkové měli v Těšíně továrnu na výrobu čokolády. Jeho otec se v polské části města narodil.